# El kiosko
El kiosko va ser un programa infantil de televisió emès per TVE entre 1984 i 1987.

## Història
Espai successor i molt similar a Sabadabada, s'emetia de dilluns a dijous en horari de tarda. Després, després de 74 programes, va passar a emetre's únicament la tarda del dijous. Va ser creat per Ramón Pradera i ell mateix es va encarregar de la seva adreça i realització. Estava conduït per la jove Verónica Mengod -en el que va ser el seu debut en televisió-, acompanyada per un Muppet amb el nom de Pepe Soplillo a qui va prestar veu i moviment l'actor José Carabias). Es repetia d'aquesta manera la fórmula de Sabadabada, amb Sonia Martínez i el ninot Paco Micro (també amb la veu de Carabias). Una altra de les herències del predecessor, al marge del mateix Ramón Pradera, va ser la presència del dibuixant José Ramón Sánchez, al qual es van sumar l'actor Alberto Closas Jr., l'humorista Joe Rígoli i el coreògraf Victor Ullate.
Destaca el fet que Pepe Soplillo era el primer Muppet dissenyat i fabricat per Jim Henson en persona per a un programa no produït per la seva companyia. El muppet va ser realitzat a la mesura de la seva veu, Pepe Carabias, ja que Henson va imposar que la "veu" hauria de ser la de qui fora el seu manipulador i així es va fer. La personalitat de Pepe Soplillo li va ser donada en totes les seves emissions pels guions de Fernando de Olid.
En el programa se succeïen cançons, jocs, entrevistes, experiments científics, teatre, màgia i humor.
La música del programa va córrer a càrrec del compositor Julio Mengod, pare de la presentadora.